# Alabama State Route 117
Die Alabama State Route 117 (kurz AL 117) ist eine in Nord-Süd-Richtung verlaufende State Route im US-Bundesstaat Alabama.
Die State Route beginnt an der Tennessee State Route 56 nördlich von Pleasant Groves und endet südöstlich von Mentone an der Georgia State Route 48. Die im Nordosten von Alabama verlaufende Straße trifft unter anderem auf die Orte Stevenson, Flat Rock, Ider, Hammonville und Valley Head.